# حسین مجیب مصری
حسین مجیب مصری (۱۹۱۶–۲۰۰۴) ادیب، استاد دانشگاه و شاعر مصری بود.

## زندگی
زادهٔ ۱۹۱۶ در قاهره؛ در ۱۹۳۹م از دانشکدهٔ ادبیات دانشگاه قاهره فارغ‌التحصیل شد و به تدریس ادبیات عربی، فارسی، ترکی و اروپایی در دانشگاه‌های قاهره، عین شمس، الازهر و بیناد بررسی‌های عربی پرداخت. به‌عنوان کارشناس در فرهنگستان زبان عربی کار کرد. او هفت زبان جز عربی را به خوبی می‌دانست: انگلیسی، آلمانی، فارسی، ترکی، ایتالیایی و روسی. در پایان عمر، نابینا شد.

کتابخانهٔ شخصی او که آثاری به زبان‌های عربی، فارسی و ترکی داشت، در سال ۱۹۲۹ گرد آمد. پسرش شریف آن را به عنوان صدقهٔ جاریه بر روی هر دانشجوی که به زبان‌های شرقی می‌پرداخت، باز کرد. این بازدید همگانی باعث گم شدن برخی از آثار نایاب آن شد.

## آثار
- فارسیات و ترکیات
- اقبال و جهان عرب
- رمضان در شعر عربی، فارسی و ترکی
- غزوات پیامبر در میان شعرِ ملت‌های مسلمان
- فرهنگ‌نامهٔ فارسی-عربی جامع
- فرهنگنامهٔ عثمانی
- تأثیر معجم‌نویسی‌های عربی بر زبان‌های ملت‌های اسلامی

از او دیوان‌های شعری به زبان‌های عربی، ترکی و فارسی برجای مانده است.